# Stazione di Fulgatore
La stazione di Fulgatore era una stazione ferroviaria posta sulla linea Palermo-Trapani (via Milo). Serviva il centro abitato di Fulgatore, frazione del comune di Trapani, la più popolosa delle numerose frazioni del capoluogo provinciale; dal 2002 è in uso come posto di movimento.

## Storia
La stazione entrò in servizio il 15 settembre 1937, all'attivazione della tratta ferroviaria da Alcamo Diramazione a Trapani.
Venne declassata a posto di movimento con il cambio orario del 15 dicembre 2002.

## Strutture e impianti
La stazione disponeva di un fabbricato viaggiatori a due piani. Il fascio binari era costituito da tre binari passanti per precedenza e incroci, di cui i primi due per il servizio viaggiatori, il primo dei quali in corretto tracciato, mentre il terzo era un binario di servizio ed era presente un tronchino per l'exscalo merci. I treni accedevano alla stazione in corretto tracciato sul primo binario, mentre erano instradati in deviata sul secondo.

## Movimento
la stazione ferroviaria di Fulgatore ha servito per lungo tempo le comunità dell'agro ericino, che, data la posizione geografica della stazione vicina a molte frazioni dell'Agro ericino tra cui Napola, Ballata, Buseto Palizzolo, Dattilo, Torretta, Fulgatore e Ummari, con un notevole bacino di utenti, tanto che, sin dal 2022, vi sono state richieste di una sua riapertura in vista del termine dei lavori di riattivazione della linea.